# پزه
پزه (به لهستانی:  Pyzy) یک روستا در لهستان است که در گمینا مونگکی واقع شده‌است.